# ارنست لیبراتی
ارنست لیبراتی (فرانسوی: Ernest Libérati‎؛ ۲۲ مارس ۱۹۰۶ – ۲ ژوئن ۱۹۸۳) یک بازیکن فوتبال اهل فرانسه بود.